# بسامد فرابالا

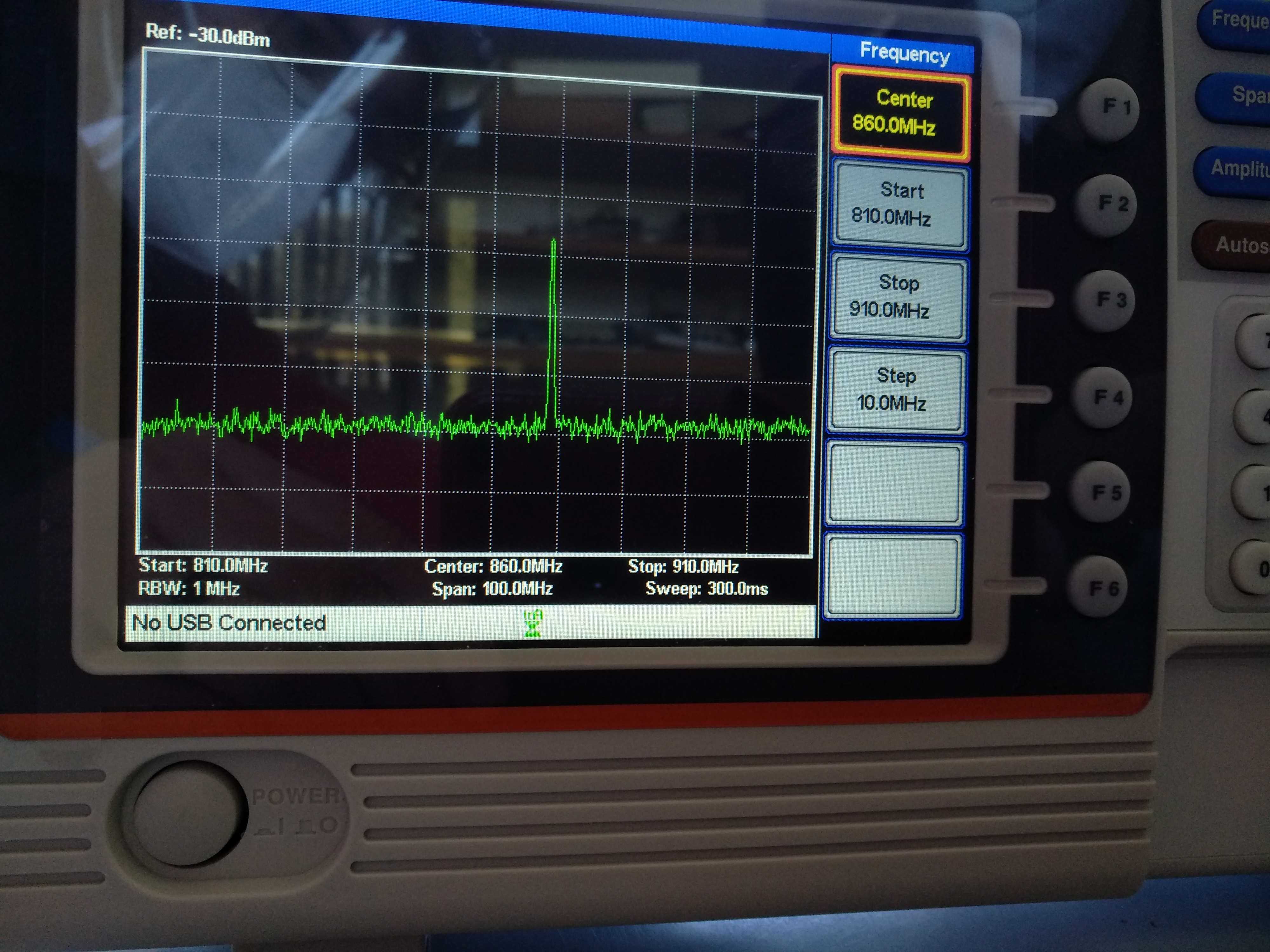
بسامد فرابالا

UHF یا بسامد فرابالا (به انگلیسی: UHF، Ultra High Frequency) نماد اتحادیه بین‌المللی مخابرات، برای امواج الکترومغناطیسی با فرکانس رادیویی بین ۳۰۰ مگاهرتز و ۳ گیگاهرتز می‌باشد. از این طیف فرکانسی برای پخش تلویزیونی و شبکه‌های موبایلی استفاده می‌شود.